# Jana Cieslarová
Jana Cieslarová, född den 6 juni 1971 i Třinec är tjeckisk orienterare som blev världsmästarinna på kortdistans för Tjeckoslovakien 1989, hon har även tagit ett VM-silver och tre VM-brons.